# آرماندو سا
آرماندو میگوئل کوریا دِ سا (به پرتغالی: Armando Miguel Correia de Sá؛ زادهٔ ۱۶ سپتامبر ۱۹۷۵) بازیکن سابق فوتبال اهل موزامبیک می‌باشد. وی ۶ بازی ملی در کارنامهٔ خود دارد. این بازیکن سابقهٔ بازی در پست‌های دفاع راست، دفاع چپ و هافبک دفاعی را دارا می‌باشد.

## حضور در فوتبال ایران
پس از سقوط باشگاه فولاد به لیگ دسته یک مسئولان فولاد با هدف بازگشت به لیگ برتر اقدام به جذب آگوستو ایناسیو مربی سرشناس پرتغالی کردند. ایناسیو که پدرزن آرماندو سا بود زمینه حضور او را در باشگاه فولاد فراهم کرد. همکاری آرماندو و فولاد با رفتن ایناسیو خاتمه یافت و او پس از آن به سپاهان اصفهان پیوست و دو فصل در این تیم حضور داشت و قهرمانی در لیگ برتر را با این تیم تجربه کرد.

## افتخارات باشگاهی
- بنفیکا:
  - جام حذفی پرتغال: ۰۴-۲۰۰۳
- ویارئال:
  - جام اینترتوتو: ۲۰۰۴
- اسپانیول:
  - جام حذفی اسپانیا: ۰۶-۲۰۰۵
- سپاهان:
  - لیگ برتر ایران: ۱۰-۲۰۰۹